# Hibbertia concinna
Hibbertia concinna är en tvåhjärtbladig växtart som beskrevs av Frederick Manson Bailey. Hibbertia concinna ingår i släktet Hibbertia och familjen Dilleniaceae. Inga underarter finns listade i Catalogue of Life.